# Intoxicación por arsénico
La intoxicación por arsénico, arsenicosis, o arsenicismo, es el conjunto de alteraciones en la salud del ser humano que se derivan de la entrada en el organismo del arsénico en cualquiera de sus compuestos, ya sean orgánicos o inorgánicos.
El arsénico es un semimetal que está presente en el ambiente natural al cual el hombre se encuentra rutinariamente expuesto a través de la comida, el agua, el aire o el suelo. El arsénico produce efectos tóxicos que dependen de su tipo: inorgánico, orgánico o gas arsina; o bien de su valencia: trivalente (arsenito), pentavalente (arseniato) o arsénico elemental. Las distintas formas de arsénico pueden ordenarse de mayor a menor de acuerdo a su grado de toxicidad:
- Gas arsina (arsano) (muy tóxico, letal).
- Compuestos inorgánicos trivalentes.
- Compuestos orgánicos trivalentes.
- Compuestos inorgánicos pentavalentes.
- Compuestos orgánicos pentavalentes.
- Arsénico elemental (prácticamente sin efectos).[1][2]

El arsénico inorgánico es altamente tóxico y su ingestión en altas cantidades produce síntomas gastrointestinales, alteraciones en las funciones cardiovascular y neurológica y eventualmente la muerte. Dentro de las alteraciones que se pueden producir está la depresión de la médula ósea, hemólisis, hepatomegalia, melanosis, polineuropatía y encefalopatía. La exposición crónica al arsénico en cantidades menores puede producir una serie de trastornos dermatológicos, neuropatía periférica, encefalopatía, bronquitis, fibrosis pulmonar, hepatoesplenomegalia, hipertensión portal, enfermedad vascular periférica («síndrome del pie negro»), ateroesclerosis, cáncer y diabetes mellitus.
Los compuestos orgánicos de arsénico se consideran en general como menos tóxicos, sin embargo, los efectos adversos en la salud del hombre están ampliamente documentados. Los principales compuestos orgánicos que producen toxicidad en el hombre son el ácido monometilarsónico (MMA) y sus sales, el ácido dimetilarsínico (DMA) y sus sales, y la roxarsona. La arsenobetaína y la arsenocolina son compuestos orgánicos frecuentemente presente en los peces y de bajo grado de toxicidad.

## Historia
La evidencia de la presencia del arsénico como elemento tóxico en la vida del hombre se remonta al neolítico, como lo indica el hallazgo de altas concentraciones de cobre y arsénico en el cabello de la momia Ötzi, de la Edad del Cobre.
En las antiguas civilizaciones del Asia ya se conocía el arsénico tanto como un elemento de la medicina como un veneno. Se le usaba en a forma de rejalgar, sulfuro de arsénico.  Este conocimiento se transfirió al mundo helénico mediterráneo después de las conquistas de Alejandro Magno.
En la Edad Media, el arsénico era un elemento reconocido como un agente homicida y suicida, tanto por la frecuencia de su uso como por la notoriedad de quienes lo usaban o sus víctimas.  De hecho, el arsénico se menciona como el «rey de los venenos» o el «veneno de los reyes», por su potencia y al mismo tiempo, discreción con la que podía ser administrado, particularmente cuando se usaba para eliminar a algún miembro de la clase dominante durante la Edad Media y el Renacimiento. Por ejemplo, el arsénico era el veneno preferido por los Médici y los Borgia para erradicar a sus rivales. Durante toda la historia, el arsénico ha mantenido su reputación de veneno de alto perfil, y ha estado implicado en varios casos prominentes de asesinatos o muertes no esclarecidas, dentro de las que se cuenta la de Napoleón Bonaparte en 1821.
A principios del siglo XX, se produjo una endemia de enfermedad vascular periférica («síndrome del pie negro») en los poblados ubicados en la costa sudoeste de Taiwán. Las personas afectadas (6 a 18 por cada 1000 habitantes) también presentaban lesiones en la piel (hiperpigmentación, hiperqueratosis, cáncer). La causa era el uso de agua contaminada con arsénico proveniente de pozos artesanales. Esta endemia se revirtió con la instalación de agua potable en estos poblados.

## Etiología
La entrada del arsénico al organismo ocurre principalmente a través de la ingestión o la inhalación. La intoxicación a través de la piel es menos prevalente. La fuente principal de ingestión son los alimentos. En menor proporción se da por el consumo de agua o la exposición a tierra o aire contaminados. El arsénico, normalmente en pequeñas cantidades, es inhalado desde el aire ambiental, consumido en el agua que bebemos y en la comida que ingerimos, siendo esta última la más relevante. En la dieta, las principales fuentes de arsénico son los mariscos y pescados, seguido de cereales como el arroz, las setas comestibles y la carne de pollo. Los niños suelen ingerir el arsénico desde la tierra del suelo. La cantidad diaria promedio de ingesta de arsénico es de 40 a 50 microgramos por día, en los Estados Unidos, de los cuales sólo 3,5 microgramos por día corresponden a arsénico inorgánico.

### Principales causas de la intoxicación por arsénico
- Suicida (habitualmente en el medio rural).
- Homicida: el arsénico es el veneno más usado, debido a que no presenta propiedades organolépticas (no tiene sabor, pero presenta olor a ajo), es fácil de adquirir y sus efectos son similares a los de infecciones gastrointestinales sin importancia.
- Accidental.
- Laboral
- Bélica o terrorista.